# Rubedeniile
Rubedeniile (în rusă Родня, transliterat: Rodnea) este un film sovietic din anul 1982, regizat de Nikita Mihalkov după un scenariu scris de Viktor Merejko. Rolurile principale sunt interpretate de actorii Nonna Mordiukova, Svetlana Kriucikova și Andrei Petrov. 

## Rezumat
Țăranca Maria Konovalova (Nonna Mordiukova) merge cu trenul la oraș (filmul a fost turnat in  Dnepropetrovsk) pentru a o vizita pe fiica sa Nina (Svetlana Kriucikova) și pe nepoata sa dragă, Irișka (Fiodor Stukov). Femeie simplă și bună la suflet, Maria nu-și poate imagina și nu reușește să înțeleagă lumea în care trăiesc cei mai dragi și mai apropiați oameni de ea. Încercarea de a le înțelege mentalitatea provoacă relații dificile intre ea, fiica ei și fostul ei soț, relații ce-i aduc multe dezamăgiri.

## Distribuție
- Nonna Mordiukova – Maria Konovalova
- Svetlana Kriucikova – Nina, fiica Mariei Konovalova
- Iuri Bogatîriov – Stasik, soțul Ninei
- Fiodor Stukov – Irișka, nepoata Mariei Konovalova, fiica Ninei și a lui Stasik
- Andrei Petrov – Liapin, tovarășul de drum al Mariei Konovalova
- Ivan Bortnik – Vovcik, Vladimir Konovalov, fostul soț al Mariei Konovalova, tatăl Ninei
- Oleg Menșikov – Kirill, fiul lui Vladimir Konovalov (Vovcik) din cea de-a doua căsătorie
- Vladimir Hotinenko – Varelik, vecinul lui Vladimir Konovalov (Vovcik)
- Nikita Mihalkov – un chelner
- Aleksandr Adabașian – un chelner
- Pavel Lebeșev – bucătarul restaurantului
- Vsevolod Larionov – un general-locotenent
- Rimma Markova – directoarea hotelului
- Serghei Gazarov – musafirul lui Kirill
- Iuri Gusev – maior, adjutantul generalului
- Ruslan Ahmetov – șoferul de taxi
- Evgheni Țîmbal – un călător
- Larisa Kuznețova – Lara, prietena de la restaurant a lui Stanislav

## Producție
O parte din film a fost turnat in Dnepropetrovsk, scena din restaurant in Pușcino (regiunea Moscova), iar stadionul cu un alergător in Kiev. Dnepropetrovsk a fost ales ca loc principal de filmare pentru că acolo a trăit Iuri, fratele scenaristului Victor Merejko. Actorii au fost cazați la Hotelul „Dnepropetrovsk”. Scena de dans a lui Stasik (Iuri Bogatîriov) cu soacra sa Maria Konovalova (Nonna Mordiukova) a fost filmată la restaurantul „Рассвет” din imediata apropiere a Parcului Șevcenko. După această scenă Mordiukova a avut probleme cu inima și a stat câteva zile într-un spital al „Crucii Roșii”.
Rimma Markova (directoarea hotelului) este pasionată de karate și în viața reală. 
În secvența în care trenul trece prin tunel, Konovalova descoperă că tovarășul ei de călătorie a dispărut din compartiment. Ea decide să vadă dacă el se află pe hol și deschide ușa. Oglinda reflecta mâna operatorului pe ușă.
În secvența în care Konovalova și Liapin se fotografiază împreună, în imaginile rezultate mai apar regizorul Nikita Mihalkov, operatorul Pavel Lebeșev și scenograful Aleksandr Adabașian.
Pentru acest film, Nonna Mordiukova fost de acord să-și pună coroane de aur la dinți.

## Lansare
A fost lansat în anul 1982 și a avut parte de succes comercial, fiind vizionat de 15,2 milioane de spectatori în cinematografele din Uniunea Sovietică.

## Recepție
Criticul Tudor Caranfil a acordat filmului o stea din cinci, cu următorul comentariu: „Maria și-a crescut copiii de una singură, la țară, apoi aceștia s-au mutat într-un port caucazian. În vizită la oraș Maria găsește o fiică înăsprită, care se poartă brutal cu copila ei, fumează, divorțează, și-a ratat viața și îi i-e greu s-o recunoască. Cât despre propriul soț, el s-a recăsătorit, are doi copii și a devenit dependent de vodcă. Dramă sarcastică descriind depravarea valorilor morale ale unui regim în agonie, abordând un subiect până atunci tabu, distanța dintre generații. Dar filmul, gălăgios și isteric, refuză orice analiză sprijinit de un populism ieftin în care mai toate personajele își afectează și urlă disperarea.” 